# Моревское сельское поселение
Моревское сельское поселение — муниципальное образование в составе Ейского района Краснодарского края России. 
В рамках административно-территориального устройства Краснодарского края ему соответствует Моревский сельский округ.
Административный центр — посёлок Моревка.

## Население
| 2010  | 2012  | 2013  | 2014  | 2015  | 2016  | 2017  |
| ----- | ----- | ----- | ----- | ----- | ----- | ----- |
| 1943  | ↘1934 | ↘1913 | ↘1904 | ↗1908 | ↘1900 | ↘1879 |
| 2018  | 2019  | 2020  | 2021  | 2023  |       |       |
| ↗1893 | ↗1924 | ↘1913 | ↗1977 | ↘1930 |       |       |

## Населённые пункты
В состав сельского поселения (сельского округа) входят 2 населённых пункта
| № | Населённый пункт | Тип населённого пункта | Население (чел.) |
| - | ---------------- | ---------------------- | ---------------- |
| 1 | Мирный           | посёлок                | ↘674             |
| 2 | Моревка          | посёлок                | ↗1269            |